# Hyles chamyla
Hyles chamyla is een vlinder uit de familie van de pijlstaarten (Sphingidae). De wetenschappelijke naam van de soort werd in 1913 gepubliceerd door Denso.